# フェルナンド・カレロ
フェルナンド・カレロ・ビジャ(Fernando Calero Villa ,  1995年9月14日 - ）は、スペイン・カスティーリャ・イ・レオン州バリャドリッド県ボエシージョ出身のプロサッカー選手。プリメーラ・ディビシオンのRCDエスパニョールに所属している。ポジションはDF。

## 来歴
9歳の時に地元のレアル・バリャドリードのカンテラに入団。2011年にマラガCFのカンテラに加入し、2014年にテルセーラ・ディビシオン所属のBチームに昇格。3月9日のロハCD戦でプロデビュー。以降1シーズン半所属。
2016年6月23日、カンテラ時代を過ごしたレアル・バリャドリードと契約し、Bチームに加入。翌2017年8月にトップチームに昇格。2017-18シーズンは、セグンダ・ディビシオンの昇格プレーオフを勝ち抜き、2013-2014シーズン以来のプリメーラ・ディビシオン復帰に貢献。ラ・リーガ2018-19開幕戦となった2018年6月17日のジローナFC戦で、トップリーグ戦初出場を果たした。
2019年8月9日、RCDエスパニョールに移籍した。